# Kaličina
Kaličina (cyr. Каличина) – wieś w Serbii, w okręgu zajeczarskim, w gminie Knjaževac. W 2011 roku liczyła 224 mieszkańców.